# Armando Gama
Armando António Capelo Dinis da Gama (Luanda (Angola), 1 april 1954 – Lissabon, 17 januari 2022) was een Portugees zanger, musicus en singer-songwriter.

## Biografie
Gama werd geboren in Angola. Hij speelde als kind al accordeon en gitaar, later zou hij ook keyboard en piano spelen. 
Gama componeerde in 1983 Esta balada que te dou, zijn beroemdste lied. Hiermee won hij het Festival da Canção, de Portugese voorronde voor het Eurovisiesongfestival. Op het Eurovisiesongfestival 1983 behaalde hij de dertiende plek. Gama brak hiermee deels internationaal door. Van de single werden 80.000 exemplaren verkocht in Portugal, en de plaat werd uitgebracht in 17 Europese landen. 
Gama was lid van diverse bands en duo's, waaronder het duo Marinho & Gama en de progressieve rockband Tantra. Daarnaast bracht hij ook soloplaten uit. Hij was als muziekproducent en arrangeur actief voor diverse artiesten. 
Gama trad jarenlang regelmatig op in het casino van Estoril. 
Eveneens in 1983 huwde hij met Valentina Torres; tezamen kregen ze twee kinderen. Armando Gama overleed in 2022 op 67-jarige leeftijd.

## Discografie
- 1971: Marinho e Gama
- 1977: Mistérios e Maravilhas
- 1982: Quase Tudo
- 1983: Esta Balada Que Te Dou
- 1984: Amor Até Ao Fim/Cantor Popular
- 2000: Clássicos da Renascença
- 2005: As melhores canções infantis